# Oligodon taeniolatus
Oligodon taeniolatus е вид змия от семейство Смокообразни (Colubridae). Видът не е застрашен от изчезване.

## Разпространение
Разпространен е в Афганистан, Индия, Иран, Пакистан, Туркменистан и Шри Ланка.